# Етюд (музика)
Етюд (фр. etude — вчення, вивчення) — п'єса навчального характеру в якій застосовується певний технічний прийом гри, або невеликий музичний твір віртуозного характеру.
Серед етюдів виділяють технічні (навчальні) (у творчості М. Клементі, Р. Крейцера, К. Черні та ін.); високохудожні концертні етюди-п'єси (у творчості Б. Бартока, Й. Брамса, М. Лисенка, Ф. Ліста, Н. Паганіні, О. Скрябіна, Ф. Шопена та ін.); етюди-картини С. Рахманінова, симфонічні етюди Р. Шумана та ін.

## Становлення етюду
Етюд як музичний жанр сформувався на початку XIX ст. Його попередниками були жанри (наприклад, сонати Д. Скарлатті), зорієнтовані на формування певних технічних навичок. Педагоги-композитори М. Клименті, К. Черні та інші почали використовувати етюди як самостійні навчальні твори.
Ф. Шопен змінив погляд на етюд, як тільки навчальний твір. Він уперше звернувся до етюду в 10 опусі (1828–1832). У 25 опусі (1832–1837) етюди Шопена досягли своєї досконалості. Вони стали не тільки навчальним матеріалом, але й окремими закінченими творами. Написані в різних тональностях, вони мають в основі різні жанрові підтексти, демонструють величезне багатство музики.

## Етюд у музичному навчанні
Етюди у навчанні є подальшим розвитком майстерності виконавця після вправ. Вони використовуються для розвитку техніки гри: швидкість, запам'ятовування позиції, тренування пальців лівої або правої руки. Виконання етюдів не тільки закріплює набуті навички, але й надає розуміння емоційного змісту та образу музичних творів. Етюд є обов'язковим твором при складанні екзаменів (академічних концертів) в музичній школі в сукупності з іншими.
У сучасній виконавсько-педагогічній практиці репетиційна робота над етюдом складається з трьох послідовних, взаємозалежних етапів. Перший — попереднє ознайомлення з етюдом, коли визначаються основні цілі. Друга стадія — програвання етюду у повільному темпі й аналіз всіх деталей нотного тексту. На завершальному етапі етюд виконується повністю, по можливості без зупинок, із точним дотриманням усіх авторських позначень щодо темпоритму, штрихів, динаміки і фразування.